# Douglas Thor
Douglas Verner Thor, född 11 december 1997 i Nävelsjö församling, Jönköpings län, är en svensk politiker (moderat). Sedan den 26 november 2022 är han förbundsordförande för Moderata ungdomsförbundet (MUF) och därmed även ledamot i partistyrelsen.

## Biografi
Douglas Thor studerade Teknikprogrammet på Njudungsgymnasiet i Vetlanda. Under skolvalet valåret 2014 engagerade han sig partipolitiskt för Moderaterna, och främst frågorna om integration och skola. På våren 2016 blev han ordförande för Moderata ungdomsförbundet lokalt i Vetlanda. Året efter inledde Moderaterna i Vetlanda en medveten föryngringsprocess inför valet 2018, och Douglas Thor blev ersättare i vård- och omsorgsnämnden i Vetlanda kommun. Efter gymnasiet började han arbeta som skolvärd och lärare i Vetlanda.
Han utsågs till distriktsordförande för MUF i Jönköpings län 2018, och i valet samma år blev han invald i kommunfullmäktige där han var tvåa på listan och fick flest personröster.
Han lämnade Vetlanda och sina kommunala förtroendeuppdrag sommaren 2020 i samband med studier i statistik och nationalekonomi vid Uppsala universitet. Han fortsatte som distriktsordförande på distans till våren 2021 då han blev riksordförande för Moderata studenter.
I samband med första maj 2020, när det fanns restriktioner på grund av coronaviruspandemin, arrangerade Vänsterpartiet ett firande av första maj i datorspelet World of Warcraft, så arrangerade Thor med flera en demonstration mot firandet, något som de upprepade 2021.
I november 2022 hölls en omröstning om förbundsordförandeposten i Moderata ungdomsförbundet. Thor ställde upp som enda motkandidat till sittande förbundsordförande Matilda Ekeblad då han förespråkat att han ville föra MUF mot en ny riktning där fokuset skulle hamna på politiska reformer och mindre på ideologi. Thor hade stöd av bland annat Skåne-distriktet som är det näst största i MUF. Han vann omröstningen genom att samla stöd från 52 av de 101 ombuden i landet. Uppdraget ledde till att Izabel Riedl tog över ordförandeskapet i Moderata studenter.

### Operation Jämtland
I mars 2023 avslöjade TV4 att Douglas Thor försökt påverka valet av distriktsordförande i MUF Jämtland genom att uppmana andra att erbjuda betala för nya Muf-medlemmars medlemsavgifter. Avsikten var att vinna en intern maktkamp. I en hemlig chattgrupp drogs riktlinjerna upp för hur man skulle kuppa in medlemmar från ett annat distrikt i sista stund och därmed göra sig av med en rival. Avslöjandet kom efter en läckt gruppchatt som TV4 Nyheterna tagit del av. Douglas Thor gav aktionen namnet Operation Jämtland. Kuppförsöket misslyckades på en teknikalitet. Efter kuppförsöket stoppade Moderaternas partiledning MUF-ledaren från att hålla tal på partiets Sverigemöte.